# Bildvers
Bildvers är en tryckt dikt, som anordnat så att genom radernas olika längd en figur framträder. Det vanligaste är så kallade "rim-pokaler".
Bildverser var synnerligen omtyckta under 1600- och 1700-talen, särskilt som bröllops- och gravdikter.